# فوندي (إيطاليا)
فوندي، (بالإنجليزية: Fondi)‏، (لاتينية: Fundi; Southern Laziale: Fùnn)، هي بلدية في مقاطعة لاتينا، لاتسيو، وسط إيطاليا، في منتصف الطريق بين رومان نابولي. اعتبارا من عام 2017، كان عدد سكان المدينة 39800. شهدت المدينة نمواً مطرداً في عدد السكان منذ أوائل عام 2000، على الرغم من أن هذا قد تباطأ في السنوات الأخيرة.

## السكان
في سنة 1861 بلغ عدد السكان 6٬577 نسمة، وتطور العدد ليصل في سنة 2011 لـ 37٬180 نسمة.
يظهر هذا المخطط البياني تطور النمو السكاني لـ فوندي (إيطاليا)

## توأمة
لفوندي (إيطاليا) اتفاقيات توأمة مع كل من:
- مانغالايا
- داخاو
- فوجسواف شلانسكي [الإنجليزية]‏

## أعلام
- سوتر
- فسبازيانو غونزاغا
- بروسبيرو كولونا
- سيمونا أبيت